# Savezna vlada Sjedinjenih Američkih Država
Savezna vlada Sjedinjenih Američkih Država (engleski: Federal government of the United States) nacionalna je vlada Sjedinjenih Američkih Država, savezne republike od 50 saveznih država, pet većih samoupravnih teritorija, nekoliko otoka te saveznog okruga i glavnoga grada Washingtona, koji je i sjedište Vlade.
Savezna vlada SAD-a, koja se ponekad metonimijski naziva „Washington”, sastoji se od tri različita ogranka: zakonodavnog, izvršnog i sudskog, čije su ovlasti od 1789. po Ustavu SAD-a predane Kongresu, predsjedniku i saveznim sudovima. Ovlasti i dužnosti ovih ogranaka nadalje su propisani aktima Kongresa, uključujući stvaranje izvršnih ureda i sudova podređenih Vrhovnom sudu SAD-a.

## Vanjske poveznice
|  | Zajednički poslužitelj ima još gradiva o temi Federal government of the United States |

- Službena stranica